# 蒙布朗

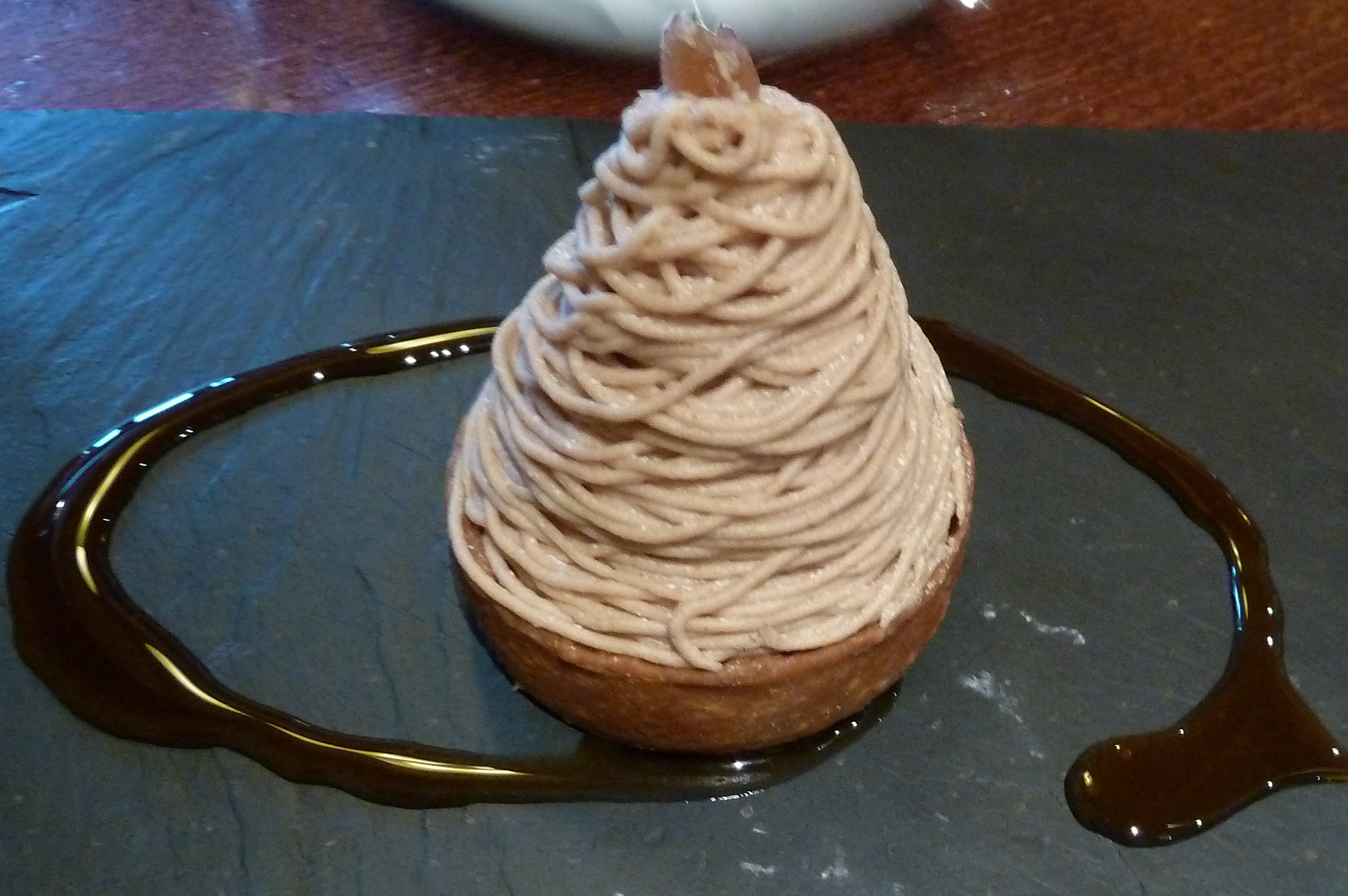
法國的蒙布朗

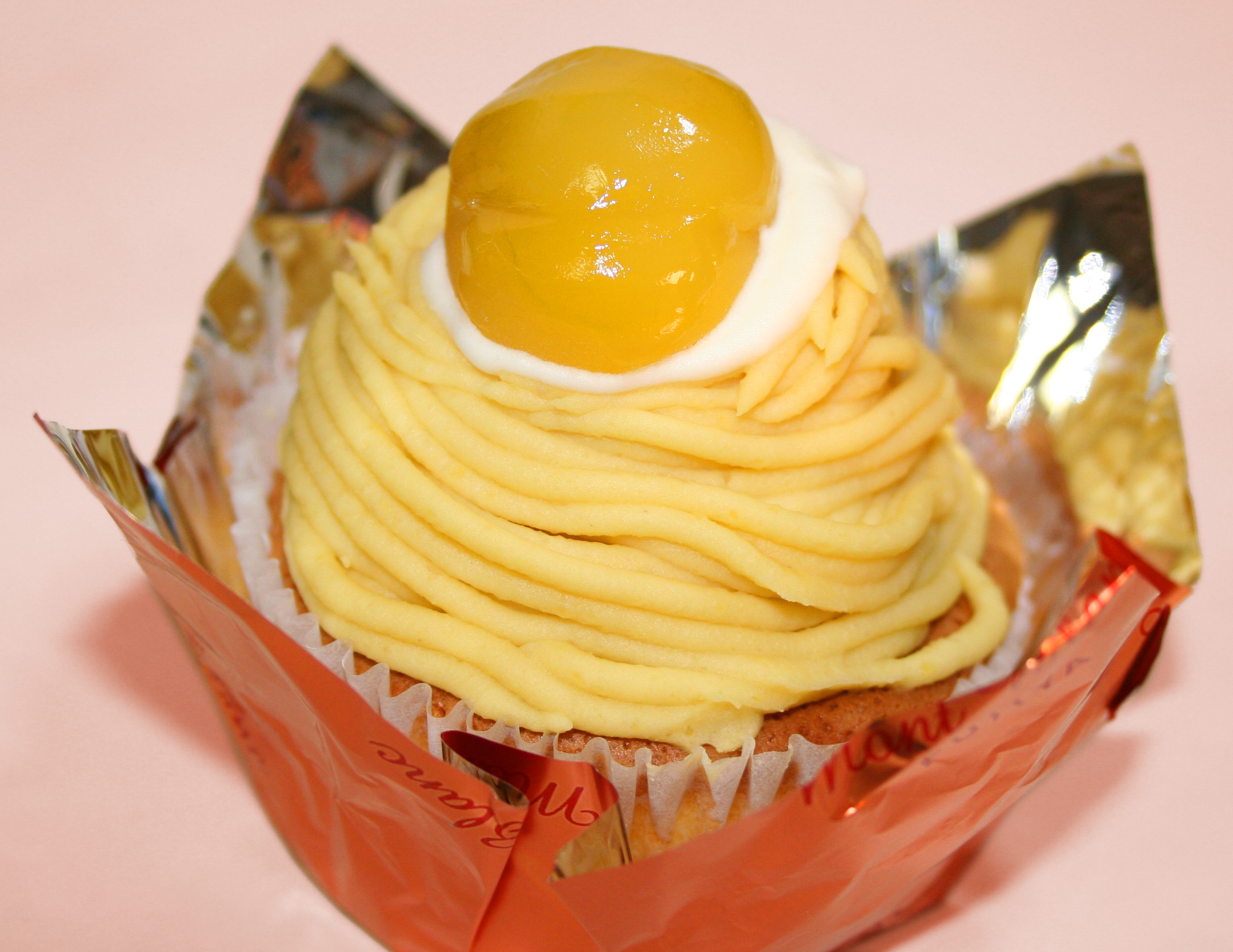
日本的蒙布朗

蒙布朗（法語：Mont blanc），港稱法式栗子蛋糕，簡稱栗子蛋糕，是一種以栗子為原料製成的法式甜點，其法語名稱因甜點形狀類似“覆雪的白朗峰”而得名。
原味的蒙布朗以甜栗子泥為主要原料、佐以生奶油製成，以濃厚的栗子香氣為賣點。進入20世紀90年代後，發展出巧克力、香草、橙子、檸檬、覆盆莓、草莓、芒果等多種口味。